# Daniel Oyegoke
Daniel Oladele Akinbiyi Oyegoke (* 3. Januar 2003 in Barnet) ist ein englischer Fußballspieler nigerianischer Herkunft. Der ehemalige englische Juniorennationalspieler steht bei Hellas Verona in der italienischen Serie A unter Vertrag.

## Karriere

### Verein
Daniel Oyegoke wurde im Londoner Stadtbezirk Barnet als Sohn von nigerianischen Eltern geboren. Nachdem Oyegoke seine Jugendkarriere als Stürmer beim FC Barnet begonnen hatte, wechselte er 2017 in die Jugendakademie des FC Arsenal. Während seiner Zeit bei Arsenal wurde er zum Rechtsverteidiger. Für die U23-Mannschaft absolvierte er in der Saison 2020/21 elf Spiele in der Premier League 2 und ein Spiel in der EFL Trophy gegen Ipswich Town, bevor er innerhalb von London zum FC Brentford wechselte. In Brentford unterzeichnete er einen Dreijahresvertrag mit der Option auf ein weiteres Jahr, nachdem der Verein eine nicht genannte Ablösesumme gezahlt hatte. Am 27. Juli 2022 wechselte Oyegoke für eine Saison auf Leihbasis zum englischen Drittligisten Milton Keynes Dons. Nach insgesamt 18 Einsätzen, davon 13 in der dritten Liga, kehrte Oyegoke im Januar 2023 vorzeitig nach Brentford zurück. In der zweiten Hälfte der Saison 2022/23 war Oyegoke Teil des Kaders der U23-Mannschaft, die den Premier League Cup gewann. Zu Beginn der neuen Saison wurde Oyegoke erneut verliehen, als er zum Viertligisten Bradford City wechselte. Am 1. Spieltag der Saison 2023/24 wurde Oyegoke nach 41 Minuten gegen Crawley Town zum ersten Mal in seiner Karriere vom Platz gestellt, als er die Gelb-Rote Karte sah. Bis Mitte November kam er regelmäßig zum Einsatz, wurde dann aber wegen einer Schulterverletzung operiert und fiel bis März 2024 aus.
Am 21. Juni 2024 wechselte Oyegoke zum schottischen Erstligisten Heart of Midlothian und unterzeichnete einen Dreijahresvertrag. Bereits im Januar 2025 wechselte Oyegoke zu Hellas Verona nach Italien.

### Nationalmannschaft
Daniel Oyegoke debütierte im Jahr 2019 in der englischen U16 und U17-Nationalmannschaft. Im Jahr 2021 folgte ein Einsatz in der U18 gegen Wales. Mit der U19 nahm Oyegoke an der Europameisterschaft in der Slowakei teil. Während des Turniers absolvierte er alle fünf Spiele in der Startelf, darunter beim Sieg im Finale gegen Israel. Im September 2022 wurde Oyegoke in den englischen U20-Kader berufen. Bei seinem Debüt erzielte Oyegoke beim 3:0-Sieg gegen Chile sein erstes Länderspieltor. Oyegoke war Teil des englischen Kaders bei der U20-Weltmeisterschaft 2023 in Argentinien. In der Gruppenphase stand er in jedem Spiel über 90 Spielminuten auf dem Feld. Im Achtelfinale wurde er eingewechselt und verlor mit England 1:2 gegen Italien.